# Alessandro Nesta
Alessandro Nesta (* 19. März 1976 in Rom) ist ein ehemaliger italienischer Fußballspieler und heutiger -trainer sowie Fußballkommentator.

## Vereinskarriere

### Lazio Rom
Alessandro Nesta stammt aus Rom und wuchs im Süden der italienischen Hauptstadt, unweit der Filmstudios Cinecittà, auf. Sein Vater bestand darauf, dass Alessandro nicht für den Stadtrivalen AS Rom spielte, obwohl dessen Talentscouts den Eltern ein Angebot machten. Stattdessen trat Nesta im Jahr 1985 in die Jugendabteilung von Lazio Rom ein, da die ganze Familie Anhänger (Laziali) des Klubs waren. Als Jugendspieler nahm er an der nationalen Nachwuchsmeisterschaft Campionato Primavera teil.
Sechs Tage vor seinem 18. Geburtstag debütierte Nesta in der Serie A, als er am 13. März 1994 (27. Spieltag) von Trainer Dino Zoff gegen Udinese Calcio (2:2) eingewechselt wurde. Im Folgejahr (1994/95) gehörte Nesta regelmäßig zum Spielerkader und brachte es auf elf Einsätze. Zum endgültigen sportlichen Durchbruch verhalf ihm Zdeněk Zeman, der ihn 1995/96 zum etatmäßigen Innenverteidiger machte und Nesta entwickelte sich kontinuierlich zu einem der besten Verteidiger Italiens. Seine Bedeutung für die Mannschaft war so groß, dass er schon mit 21 Jahren in der Saison 1997/98 zum Kapitän ernannt wurde und die Auszeichnung des besten Nachwuchsspielers erhielt. Nachdem Sven-Göran Eriksson neuer Cheftrainer geworden war und teure Neuverpflichtungen (u. a. Christian Vieri, Juan Sebastián Verón, Marcelo Salas, Pavel Nedvěd, Dejan Stanković, Hernán Crespo, Matías Almeyda, Claudio López, Siniša Mihajlović, Gaizka Mendieta) den Kader verstärkt hatten, avancierte Lazio Rom zu einem europäischen Spitzenklub und durchlief die erfolgreichste Phase der Vereinsgeschichte. 1998 gewannen die Biancocelesti mit Abwehrchef Nesta die Coppa Italia und im Folgejahr durch den Sieg im Europapokal der Pokalsieger (3:1 über den RCD Mallorca) erstmals einen internationalen Titel. Durch ein 1:0 über Manchester United folgte der Gewinn des UEFA Super Cups. Höhepunkt war die Saison 1999/2000, als Lazio das historische Double aus Scudetto und Coppa Italia gewann. Trotz der Ansammlung internationaler Topstars, blieb Nesta Mannschaftskapitän und das Eigengewächs war die absolute Identifikationsfigur der Lazio-Fans. Auch Eriksson lobte ihn: „Egal, wie viele Wörter du auch gebrauchst, sie reichen nicht, um auszudrücken, wie gut er ist.“ Nesta war ein prägender Leistungsträger, dessen Spielweise sich durch Eleganz, Übersicht und ein überragendes Stellungsspiel auszeichnete. Aus vielen Situationen befreite er sich leichtfüßig, doch er verfügte auch über ein erstklassiges Tackling und der spielintelligente Defensivspezialist wurde viermal in Folge zum besten Verteidiger der Serie A gewählt (2000 bis 2003). Auch international wurden seine Leistungen wahrgenommen und im Jahr 2000 belegte er bei der Wahl zu Europas Fußballer des Jahres den fünften Platz. Ein Angebot von Real Madrid lehnte Nesta ab und betonte, bei seinem Jugendverein bleiben zu wollen. Erst als Lazio Rom im Jahr 2002 in finanzielle Schwierigkeiten geriet, stimmte Nesta zu, seinen Klub nach 17 Jahren zu verlassen und durch die Transfereinnahmen zu sanieren. Für Lazio hat Nesta insgesamt 261 Pflichtspiele (3 Tore) absolviert.

### AC Mailand

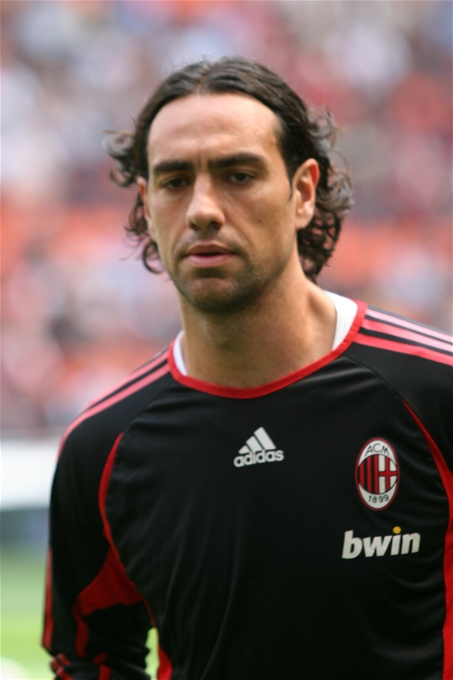
Nesta im Jahr 2007

Am 31. August 2002 wechselte Nesta für eine Ablösesumme in Höhe von 30,2 Millionen Euro zur AC Mailand. Dort bildete er fortan mit der Vereinslegende Paolo Maldini eines der besten Innenverteidiger-Duos in der Geschichte des italienischen Fußballs und präsentierte sich als kompletter Abwehrspieler, der durch Antizipation, Timing und Handlungsschnelligkeit bestach. Die von Carlo Ancelotti trainierten Rossoneri zählten zu den besten Vereinsmannschaften der Welt, in deren Kader Ausnahmespieler wie Andrij Schewtschenko, Kaká, Clarence Seedorf oder Andrea Pirlo standen. Ein zentraler Baustein des Spielsystems war allerdings die defensive Stabilität, die sich vornehmlich auf Maldini und Nesta stützte. Gleich in seiner Premierensaison gewann er die Coppa Italia und am 28. Mai 2003 die Champions League. Das Endspiel im Old Trafford gegen Juventus Turin wurde nach einem 0:0 durch Elfmeterschießen entschieden, wobei Nesta den Strafstoß zum zwischenzeitlichen 1:2 verwandelt hatte. 2003/04 folgten der Gewinn des italienischen Meistertitels sowie des UEFA-Supercups. Eine seiner größten sportlichen Niederlagen erlebte Nesta im denkwürdigen Finale der Champions League 2005, als die AC Mailand nach einer 3:0-Halbzeitführung gegen den FC Liverpool den sicher geglaubten Titel noch verspielte. Trotz einer erfahrenen Viererkette, bestehend aus Cafu, Jaap Stam, Nesta und Maldini, schaffte Liverpool den 3:3-Ausgleich und siegte schließlich im Elfmeterschießen. Verletzungsbedingt verpasste Nesta nahezu die komplette Saison 2008/09 und musste sich auf Grund eines Bandscheibenvorfalls einer Operation unterziehen. Obwohl zwischenzeitlich sogar das vorzeitige Karriereende drohte, kehrte er am 38. Spieltag zurück.
Der Vertrag bei der AC Mailand lief bis zum Jahr 2012.

„Nesta ist nicht nur auf technischer, sondern auch auf menschlicher Ebene ein Spieler, der nie vergessen werden wird. Er ist Teil der italienischen Fußball-Geschichte.“

Im Juli 2012 wechselte Nesta zu Montreal Impact in die nordamerikanische MLS.

## Nationalmannschaft
Bei der U-21-EM 1996 gewann Nesta mit der von Cesare Maldini trainierten italienischen Auswahl den Titel und wurde zum besten Verteidiger des Turniers gekürt.
Es folgte kurz darauf seine Teilnahme an der EM in England, diesmal mit der A-Nationalmannschaft. Nesta, der bis dato noch kein A-Länderspiel absolviert hatte, wurde von Arrigo Sacchi in den EM-Kader berufen, kam aber im Turnier nicht zum Einsatz. Am 5. Oktober 1996 debütierte er schließlich unter Cesare Maldini gegen Moldau.
1998 nahm Alessandro Nesta mit Italien an der WM in Frankreich teil. Dort erlitt er im dritten Vorrundenspiel gegen Österreich einen Kreuzbandriss und fiel anschließend monatelang aus. Es folgte die Teilnahme an der EM 2000, wo er ins UEFA-Allstar-Team berufen wurde und Vize-Europameister wurde. Auch bei der WM 2002 und der EM 2004 stand Nesta im Aufgebot.
Bei der WM 2006 in Deutschland verletzte sich Nesta nach starken Leistungen im dritten Vorrundenspiel gegen Tschechien und wurde bis zum Finale nicht wieder fit. Der Gewinn der Weltmeisterschaft stellt seinen größten Erfolg mit der Nationalmannschaft dar.
Anfang August 2007, nur zwei Wochen nach dem Rücktritt von Francesco Totti, gab auch Nesta bekannt, nicht mehr für die Squadra Azzurra auflaufen zu wollen. Als Gründe gab er die Doppelbelastung von Vereins- und Länderspielen an, jedoch wurde spekuliert, dass Streitigkeiten zwischen ihm und Nationaltrainer Roberto Donadoni die wahren Gründe für seinen Rücktritt waren. Der am 11. Oktober 2006 erspielte 3:1-Sieg gegen Georgien war somit das letzte Länderspiel Nestas.

## Trainerkarriere
Nesta war von 2016 bis November 2017 Trainer des US-amerikanischen Zweitligisten Miami FC.
Von Mai 2018 bis Juni 2019 war er Trainer der AC Perugia Calcio.
Im Juni 2019 wurde Nesta Cheftrainer des italienischen Zweitligisten Frosinone Calcio. Am 22. März 2021 wurde er nach der 0:3-Niederlage gegen die US Lecce entlassen.
Im Sommer 2023 wurde Nesta Trainer beim Serie-B-Aufsteiger AC Reggiana, mit der er in der Saison 2023/24 mit Rang elf ungefährdet den Klassenerhalt in Italiens zweiter Liga erreichte.
Zum 1. Juli 2024 wurde Nesta Trainer bei der AC Monza in der Serie A. In Monza trat er die Nachfolge des zur AC Florenz abgewanderten Raffaele Palladino an. Im Dezember 2024 wurde er auf dem letzten Platz liegend entlassen. Nach sieben Wochen übernahm er die AC Monza im Februar 2025 erneut.

## Sonstiges
Seit 2022 kommentiert er die Fußballspiele der UEFA Champions League für Amazon Prime.

## Erfolge als Spieler

### Nationalmannschaft
- U-21-Europameister: 1996
- Vize-Europameister: 2000
- Weltmeister: 2006

### Lazio Rom
- Europapokal der Pokalsieger: 1998/99
- Italienische Meisterschaft: 1999/2000
- Coppa Italia: 1997/98, 1999/2000
- Supercoppa Italiana: 1998, 2000
- UEFA Super Cup: 1999

### AC Mailand
- UEFA Champions League: 2002/03, 2006/07
- Italienische Meisterschaft: 2003/04, 2010/11
- Coppa Italia: 2002/03
- Supercoppa Italiana: 2004, 2011
- UEFA Super Cup: 2003, 2007
- FIFA-Klub-Weltmeisterschaft: 2007

### Persönliche Auszeichnungen
- Bester Verteidiger der U-21-Fußball-Europameisterschaft 1996
- Nachwuchsspieler des Jahres in der Serie A: 1998
- Bester Verteidiger der Serie A: 2000, 2001, 2002 und 2003
- Team des Jahres der Serie A: 2011
- All-Star-Team der Fußball-Europameisterschaft 2000
- UEFA Team of the Year: 2002, 2003, 2004, 2007
- FIFPro World XI: 2005, 2007
- Aufnahme in die FIFA 100